# Nabój 15 × 115 mm
15 × 115 mm – belgijski nabój wielkokalibrowy opracowany do zasilania wkm-u FN MILO.
Z powodu nie rozpoczęcia produkcji seryjnej tego karabinu maszynowego produkcję naboi 15 × 115 mm zakończono po wyprodukowaniu kilku partii prototypowych. Planowano produkcję naboi z pociskami przeciwpancernymi rdzeniowymi (z rdzeniami stalowymi, wolframowymi lub uranowymi), pociskami przeciwpancernymi z odrzucanym płaszczem (APDS) i przeciwpancerno-zapalającymi.